# Aethes afghana
Aethes afghana es una especie de polilla del género Aethes, categorizada en la tribu Cochylini, de la subfamilia Tortricinae.

## Distribución
Se distribuye por Afganistán.

## Taxonomía
Fue descrita por Razowski en 1983 y publicada en (Aethes), Nota Lepid. 6: 241.